# Aepyornithomimus

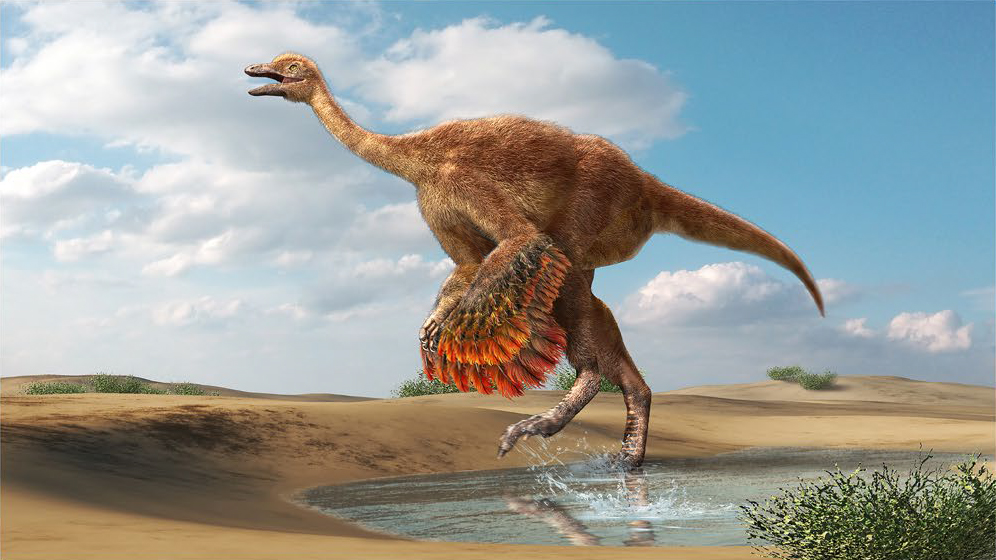
Aepyornithomimus tugrikinensis

Aepyornithomimus tugrikinensis is een theropode dinosauriër, behorend tot de Maniraptoriformes, die tijdens het late Krijt leefde in het gebied van het huidige Mongolië.

## Vondst en naamgeving
In 2017 benoemden en beschreven Chinzorig Tsogtbaatar, Yoshitsugu Kobayashi, Tsogtbaatar Khishigjav, Philip John Currie, Mahito Watabe en Barsbold Rinchen de typesoort Aepyornithomimus tugrikinensis. De geslachtsnaam is afgeleid van die van Aepyornis, de olifantsvogel, en combineert deze met een Latijn mimus, "nabootser", een gebruikelijk achtervoegsel in de namen van Ornithomimosauria. Er is geen bijzondere gelijkenis met de olifantsvogel; het is alleen zo dat het gebruikelijk is de namen van ornithomimosauriërs te laten verwijzen naar de geslachtsnamen van loopvogels en daarvan waren de meeste al in gebruik. De soortaanduiding verwijst naar de herkomst uit de Tögrögiin Shiree.

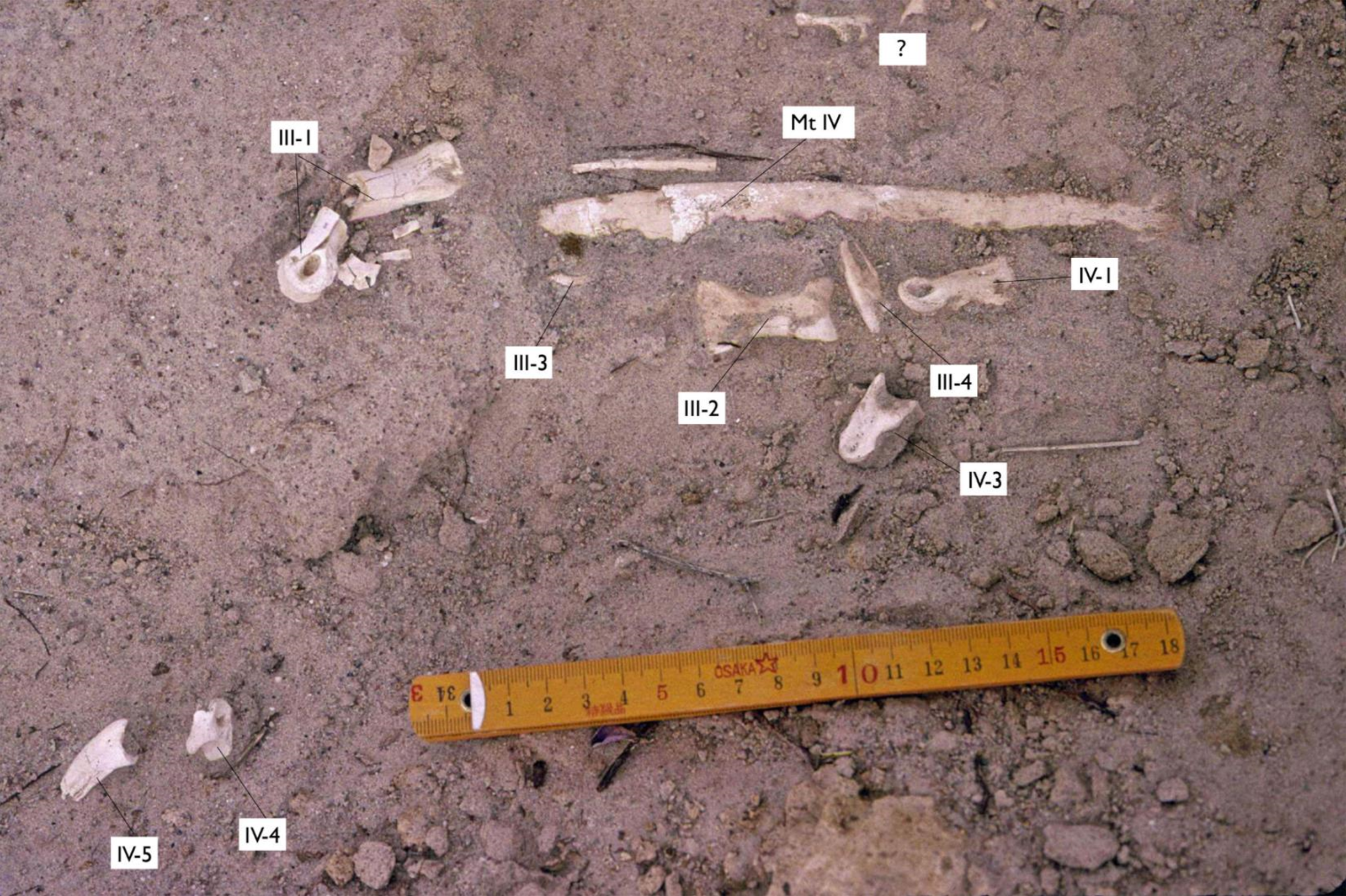
Opgraving van het holotype

Het holotype, MPC-D 100/130, is gevonden in een laag van de Djadochtaformatie die dateert uit het Campanien. Het bestaat uit een linkervoet met daaraan verbonden een sprongbeen, een hielbeen en het derde onderste tarsale. Het fossiel is los op het oppervlak van de woestijn gevonden, als eerste ornithomimosaurische vondst in de locatie.

## Beschrijving

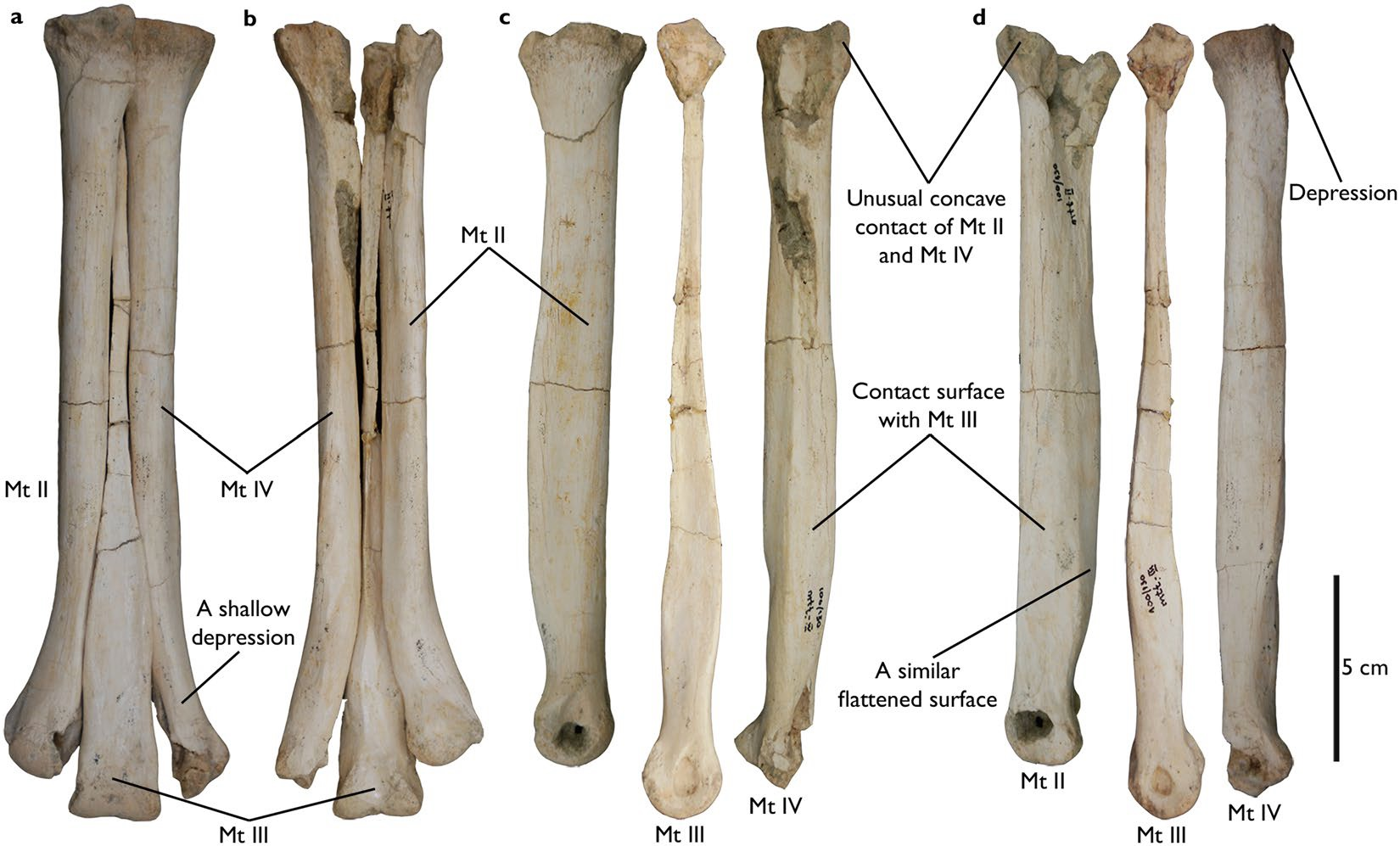
De middenvoet

Aepyornithomimus is een vrij kleine ornithomimosauriër met een lichaamslengte van zo'n twee meter. Het derde middenvoetsbeen heeft een lengte van 211 millimeter.
De beschrijvers wisten enkele onderscheidende kenmerken vast te stellen. De achterrand van het derde tarsale toont een paar uithollingen van ongelijke grootte. Van boven of voren bekeken heeft de onderste gewrichtskop van het tweede middenvoetsbeen een robuuste bouw. Het eerste kootje van de tweede teen heeft een afgeronde richel aan de bovenste achterrand. De vierde teen is verlengd. De binnenste onderste gewrichtsknobbel van het eerste kootje van de vierde teen helt naar de buitenste zijkant. De voetklauwen zijn langwerpig.
De voet toont enkele afgeleide eigenschappen zoals de sterk arctometatarsale middenvoet waarbij het derde middenvoetsbeen bovenaan is toegeknepen, mede door een sterke en hoge bijlvormige verbreding van de bovenkant van het tweede middenvoetsbeen. Afgeleid is ook dat het tweede middenvoetsbeen onderaan sterk afstaat. Meer basaal is dat het tweede middenvoetsbeen over de volle lengte tamelijk breed is en verder de lange vierde teen. Het tweede en vierde middenvoetsbeen zijn ongeveer even lang, net als bij Qiupalong.

## Fylogenie
Aepyornithomimus is binnen de Ornithomimosauria in de Ornithomimidae geplaatst, in een "kam" of polytomie met Ornithomimus, Anserimimus, Gallimimus en Struthiomimus. De verwantschap met Noord-Amerikaanse soorten zou duiden op complexe migratiebewegingen tussen de continenten.

## Levenswijze
De lagen waarin Aepyornithomimosaurus werd gevonden, zijn windafzettingen in een woestijn. Dit zou erop wijzen dat ornithomimosauriërs in drogere gebieden konden leven dan eerder aangenomen.